# Rxvt
rxvt는 X 윈도 시스템(윈도우용의 경우 시그윈 포팅의 형태로 배포됨)용 단말 에뮬레이터이다. 롭 네이션(Rob Nation)이 처음 작성한 뒤, 나중에 마크(Mark Olesen)가 수년에 걸쳐 유지 보수를 통해 대폭 수정하였다. xterm에서 테크트로닉스 4014 에뮬레이션과 툴킷 스타일의 구성과 같은, 잘 쓰이지 않는 기능을 제거하여 가볍게 만들기 위해 고안되었다. 후자의 경우 바인딩 키와 같은 Xt 리소스 구조를 가리킨다. rxvt는 켄트 대학교의 존 보비의 구 xvt 단말 에뮬레이터의 확장 버전이다. 이 이름은 원래 Robert's xvt를 대표하는 말이었으나 나중에 "our xvt"를 대표하는 말로 바뀌었다. (문자 r-x-v-t와 같은 발음)
리소스 파일의 제어를 받는 것들과 같은 기능들을 제쳐두고, rxvt의 단말 에뮬레이션은 두 가지 측면에서 xterm와 중요한 차이가 있다.
- VT220이 아닌 VT102를 가상으로 구현한다. 이는 8비트 데이터를 다르게 관리하며 xterm이 처리할 수 있는 C1 컨트롤이 추가되어 있지 않는다는 것을 뜻한다. xterm은 해당 기능을 비활성화하는 "-k8"[1] 스위치가 없다. rxvt는 VT220을 가상으로 구현하는 옵션을 제공하지 않는다.
- 명령 키를 위해 보내는 문자열이 다르다. xterm은 ANSI/ISO 이스케이프 시퀀스와 동일한 규칙을 이용하여 인코딩되는 문자열을 내보낸다. rxvt는 이와 맞먹는 호환성 유연성을 제공하지만 이를 직접 내보내지는 않는다.

새로운 버전의 rxvt는 모조 투명성(pseudo-transparency)을 순수하게 지원한다.
또, rxvt 배포판에는 rclock이라는 아날로그 시계 프로그램을 포함하고 있다. 매우 오래된 배포판에는 vttest의 사본을 포함하였으나 1996년 2.18 버전부터 이를 제공하지 않고 있다.

## 파생 프로그램
- aterm (rxvt 2.4.8부터)
- Eterm (rxvt 2.21부터)
- mrxvt (rxvt 2.7.11부터)
- rxvt-unicode (rxvt 2.7.11부터)

## 같이 보기
- 단말 에뮬레이터의 목록